# Porta Pinciana
Porta Pinciana é um portão na Muralha Aureliana de Roma, Itália, localizado no Rione XVI - Ludovisi. Seu nome é uma referência à gente Píncia, proprietária da colina epônima (Monte Píncio). Na antiguidade foi chamada também de "Porta Turata" ("porta tapada", pois estava parcialmente fechada) e "Porta Salaria vetus", pois a antiga Via Salaria passava por baixo dela (a Via Salaria nova passava sob a Porta Salária).

## História
O portão foi construído na época do imperador romano Honório no início do século V (403), que adaptou uma pequena poterna de serviço. O temor de uma invasão bárbara era tamanho na época de Honório que ele iniciou uma grande reforma de toda a Muralha Aureliana, reforçando os muros e construindo novas torres e portões. Os que não tinham torres defensivas, como as portas Pinciana, Asinária e Metrônia, foram reforçados e ganharam torres de vigia e ameias. A Porta Pinciana passou então de uma poterna de terceira categoria para uma porta de grande importância estratégica, pois ficava no alto de uma colina: seu arco único de tijolos entre dois dos muitos contrafortes quadrados que se projetavam da muralha foi expandido e reforçado e duas torres cilíndricas assimétricas foram acrescentadas, uma de cada lado. O arco original em travertino ainda está no local.
A Porta Pinciana está intimamente ligada, do ponto de vista histórico, ao nome de Belisário. No trecho da muralha entre o Muro Torto e o Castro Pretório, na primavera de 537, o general bizantino venceu, com uns poucos milhares de soldados, Vitige e seus mais de 150 000 (um número provavelmente exagerado) ostrogodos, impedindo que eles tomassem a cidade de assalto. A cruz grega gravada no arco exterior da porta provavelmente tem relação com este episódio. Um relato do século VIII conta que ela já estava emparedada na época, mas não se sabe quando e nem porque a Porta Pinciana foi fechada; não se sabe também quando foi reaberta. Em 1808, foi emparedada novamente, apenas para ser reaberta em 1887. O fato é que a Porta Pinciana jamais foi importante para o tráfego, que foi quase que completamente absorvido pela vizinha Porta Salária.
Os dois arcos laterais visíveis hoje são modernos. Porém, a Porta Pinciana é uma das poucas portas em Roma que não foram significativamente alteradas por restaurações posteriores e sua aparência hoje é praticamente a mesma de quando foi construída.